# Joel Elias Spingarn
Joel Elias Spingarn, född den 17 maj 1875 i New York, död där den 26 juli 1939, var en amerikansk kritiker.
Spingarn blev efter studier i Tyskland 1899 filosofie doktor. Han var 1899-1904 biträdande lärare och 1904-1911 professor i jämförande litteraturhistoria vid Columbiauniversitetet. Spingarn deltog i första världskriget, där han nådde majors rang. Han offentliggjorde diktsamlingar, A history of literary criticism in the renaissance (1899), The new criticism (1911) och Creative criticism (1917). Spingarn var en lärjunge till Benedetto Croce.
1914 grundade han Spingarn Medal i samarbete med NAACP. Det här priset delas sedan 1915 årligen ut till en förtjänt afroamerikan. Sponsringen av medaljen "i all evighet" var del av Spingarns testamente vid dennes död 1939.